# Ovalkurs

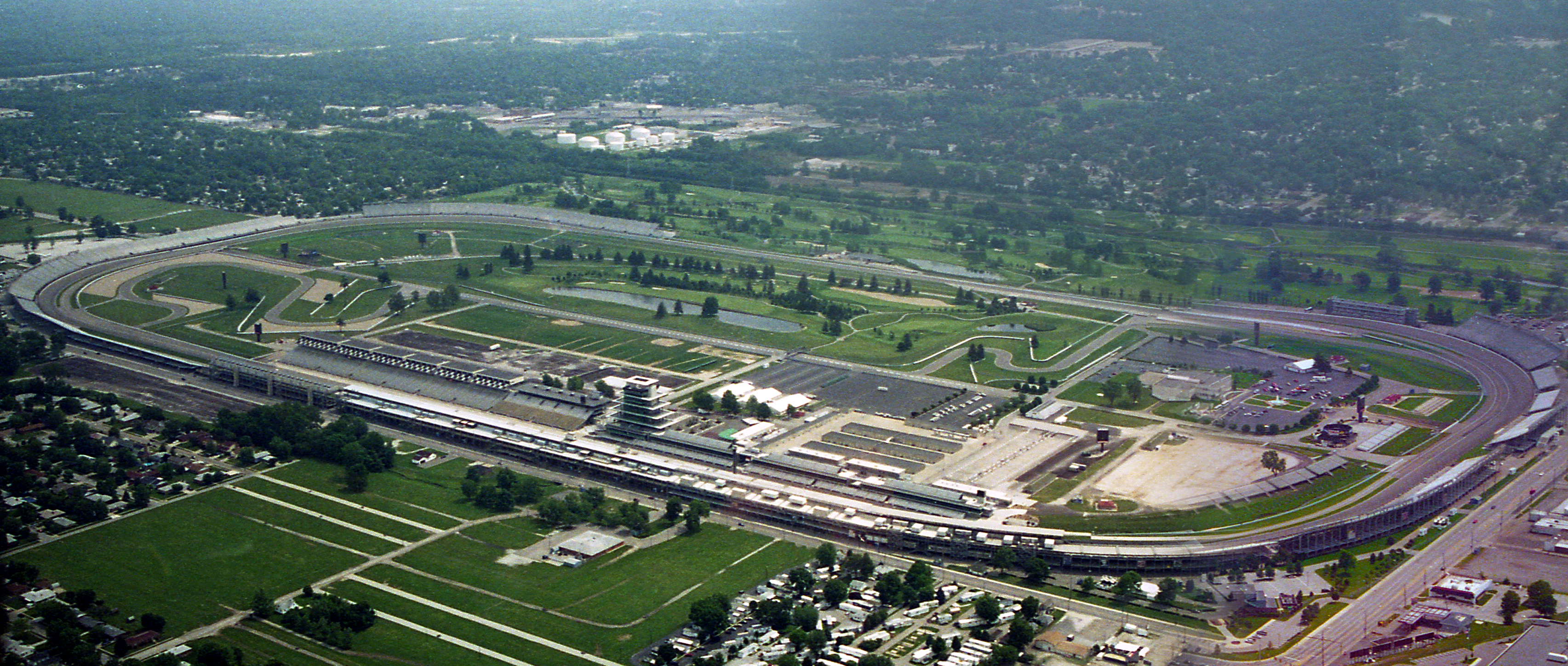
Der Indianapolis Motor Speedway in den USA ist der bekannteste Ovalkurs der Welt

Ovalkurse sind permanente Motorsport-Rennstrecken, die als Rundkurs, im Gegensatz zu Straßen- oder Stadtkursen, nur Kurven in eine Richtung besitzen. Meist sind es Linkskurven; der Kurs wird also gegen den Uhrzeigersinn befahren. Die bis zu vier Kurven weisen eine je nach Kurs ganz unterschiedliche Überhöhung auf. Dadurch werden auf Ovalkursen besonders hohe Geschwindigkeiten erreicht. Diese in den USA häufig anzutreffende Streckenform wird dort Speedway genannt. Kleinere ovale Rennbahnen, auf denen etwa Motorrad-Speedway-Veranstaltungen stattfinden, sind keine Ovalkurse im engeren Sinn.

## Verbreitung
Ovalrennstrecken gibt es überwiegend in Nordamerika, in den USA weitaus häufiger als andere Rennstrecken. In Kanada und Mexiko gibt es jeweils etwa ein Dutzend kleinere Ovale hauptsächlich für nationale Ableger der US-amerikanischen NASCAR Xfinity Series.
In Europa sind der Lausitzring in Deutschland, der Rockingham Motor Speedway in England, der Raceway Venray in den Niederlanden und der Tours Speedway in Frankreich die einzigen permanenten Kurse dieser Art. In den Jahren 2001 bis 2003 fanden am Eurospeedway Lausitz und am Rockingham Motor Speedway jeweils Rennen der amerikanischen Champ-Car-Meisterschaft statt, darüber hinaus bis 2007 Rennen der ASCAR, einer ehemaligen europäischen Tourenwagen-Rennserie. Die Shorttracks in Tours und Venray veranstalten seit 2010 jeweils Ovalrennen im Rahmen der amerikanisch lizenzierten NASCAR Whelen Euro Series.
Historisch existierten am Autodromo Nazionale di Monza und im britischen Mallory Park Ovalstrecken. Auf der Ovalstrecke in Monza fand in den 1950er Jahren der Formel-1-Lauf von Italien statt. Auch die ehemals „schnellste Rennstrecke der Welt“ (O-Zitat deutscher Medien Ende der 1940er), der deutsche Grenzlandring, der die Stadt Wegberg bei Mönchengladbach umschließt, ist ein eiförmig angelegtes Oval, ursprünglich mit Betonbelag gebaut. Die Ovalform ist jedoch vergleichsweise ungleichmäßig, und die Überhöhung minimal.
Weitere große Ovalstrecken befinden sich in Rio de Janeiro in Brasilien, Welkom in Südafrika, Rafaela in Argentinien, Melbourne in Australien, Puebla in Mexiko sowie Motegi in Japan. Die Bedeutung dieser Ovale ist für den internationalen Rennsport jedoch sehr begrenzt. Der Twin Ring Motegi hielt 2010 das letzte offizielle Rennen der IndyCar-Series ab. 2008 gewann hier mit Danica Patrick erstmals eine Frau ein Rennen in einer weltweit bekannten großen Rennserie.

## Unterscheidung der Ovalkurse

### Nach Streckenlänge
| Typ           | Erklärung und Beispiele | Beispielbilder                                                     |
| ------------- | --- | ------------------------------------------------------------------ |
| Short Track   | Short Tracks sind Ovalkurse mit einer Länge von weniger als einer Meile, die kürzesten von ihnen sind 0,2 Meilen lang. Eine große Anzahl dieser Rennstrecken finden sich in den USA, meist in jeder größeren Stadt. Strecken wie der Mansfield Motorsports Park oder der Martinsville Speedway sind kaum überhöht. Bei diesen Strecken unterscheidet sich das Tempo zwischen Kurve und Gerade stark. Andere Strecken, wie zum Beispiel der Bristol Motor Speedway, sind dagegen extrem überhöht. Allgemein ist zu Short Tracks zu sagen, dass sie eine Stadion-Atmosphäre ausstrahlen, da sie zu allen Seiten von zum Teil steil aufragenden Tribünen umgeben sind. Die Zuschauer können von fast jedem Platz aus die gesamte Rennstrecke überblicken, allerdings gibt es dadurch teilweise Probleme mit schlecht abziehenden Abgasen. Solche Short Tracks sind durchaus mit einem modernen Kolosseum vergleichbar. Auf vielen Shorttracks finden an fast jedem Wochenende lokale Rennen statt. Abgesehen von einigen wenigen bekannten Strecken, wie Martinsville, Bristol oder Nashville Fairgrounds, finden auf Shorttracks kaum Rennveranstaltungen überregionaler Serien statt. | Der Martinsville Speedway ist ein typischer Short Track.           |
| Speedway      | Ebenfalls in den USA weit verbreitet sind die nur als Speedway bezeichneten Ovalkurse mit einer Länge von ein bis zwei Meilen. Teilweise wird diese Bezeichnung aber auch allgemein für alle Ovalkurse benutzt. Im NASCAR-Fachterminus werden die Speedway als Intermediate bezeichnet. Viele dieser Strecken sind so stark überhöht, dass sich die Geschwindigkeit zwischen Gerade und Kurve kaum unterscheidet, es genügt, leicht vom Gas zu gehen („Lupfen“). | Der Las Vegas Motor Speedway ist ein typischer Speedway.           |
| Superspeedway | Sehr große Strecken mit einer Länge von zwei Meilen und mehr werden Superspeedways genannt. Diese sind zumeist entweder auf Formel- oder auf NASCAR-Rennen spezialisiert. Auf ihnen werden sehr hohe Geschwindigkeiten erzielt, die sich in der Regel zwischen Gerade und Kurve nicht mehr unterscheiden. Die auf NASCAR-Rennen spezialisierten Speedways Daytona International Speedway und Talladega Superspeedway haben eine sehr starke Überhöhung (über 30°). Bei NASCAR werden mittlerweile nur noch diese beiden Ovalkurse als Superspeedway bezeichnet, und die anderen Superspeedways in Pocono, Indianapolis, Michigan, California und Texas (World) den Intermediate-Strecken zugeordnet. Der Grund liegt darin begründet, dass nur in Daytona und Talladega die sogenannten „Restrictor Plates“, also Luftmengenbegrenzer, eingesetzt werden, um die Höchstgeschwindigkeit der Autos zu drosseln. Nachdem Bill Elliott im Jahre 1987 mit 212,809 mph (342,410 km/h)) die schnellste jemals gefahrene Runde eines NASCAR-Fahrzeugs erreichte und es im darauf folgenden Rennen einen Unfall mit verletzten Zuschauern gab, wurde die Höchstgeschwindigkeit in späteren Rennen auf etwa 190–200 mph gedrosselt. Bei den IndyCars werden keine Luftmengenbegrenzer eingesetzt und daher wird dort auch nicht zwischen den einzelnen Superspeedways unterschieden. Der etwa zwei Meilen lange Auto Club Speedway in Fontana ist die offiziell schnellste Rennstrecke der Welt. Auf ihr erzielte Gil de Ferran am 28. Oktober 2000 im Qualifikationstraining die schnellste jemals auf einer Rundstrecke gefahrene Runde mit einer Durchschnittsgeschwindigkeit von 241,428 mph (388,537 km/h). | Talladega Superspeedway – der größte aktive Superspeedway der Welt |

### Nach Streckenform
Weiterhin unterscheiden sich die Kurse auch noch in der Anzahl ihrer Kurven. Meist haben Ovale vier Kurven, von denen man aber nur zwei wirklich wahrnimmt. Bei den Amerikanern wird eine Kurve im Regelfall unterteilt in Turn 1 und Turn 2 (bzw. Turn 3 und Turn 4). Hierbei gibt die ungerade Zahl (Turn 1 und Turn 3) die Einfahrt in eine Kurve an. Turn 2 und Turn 4 sind dagegen die Ausfahrten. Die 2. Kurve wird auf manchen Strecken auch als „Chute“ bezeichnet, da es so besser für den Fahrer verständlich ist, welche Kurve gemeint ist. „Gekrümmte Geraden“ werden als einfache Gerade hingenommen. Bei Start und Ziel befindet sich die S/F Straight, die Gegengerade ist die Backstraight. Andere Kurse, wie Indianapolis, haben zwar ebenfalls vier Kurven, aber es sind vier einzelne 90°-Kurven, die durch lange oder kurze Geraden verbunden sind.
| Form                     | Erklärung und Beispiele | Beispielbilder                                                                                          |
| ------------------------ | --- | --- |
| Klassisches Oval         | Die klassischen Ovalrennstrecken bestehen aus zwei langen Geraden, welche durch zwei langgezogene Kurven miteinander verbunden sind. Die ersten Ovalstrecken der USA, die Milwaukee Mile (1903) und der Nashville Speedway (1904) gehören zu dieser Gruppe. In den USA werden einige Oval mit dieser Streckenform als paperclip also Büroklammer bezeichnet, wenn die beiden Geraden langgezogen sind und die Kurven einen kleinen Radius aufweisen. | Die Milwaukee Mile als klassisches Oval                                                                 |
| D-Oval                   | Bei einem D-Oval ist eine der beiden langen Geraden eines Ovals, meistens die Start- und Zielgerade, in Form eines langen Bogens angelegt. Dieser Bogen lässt sich wie eine Gerade fahren und ermöglicht somit hohe Durchschnittsgeschwindigkeiten. Diese Bauform wurde zumeist bei den Superspeedways verwendet, wie bei den beiden Zwei-Meilen-Zwillingsstrecken Michigan International Speedway / Texas World Speedway, die in den späten 1960ern gebaut wurden, oder dem 1997 eröffneten California Speedway. Es gibt auch Shorttracks und Speedways, welche in D-Form angelegt sind. Hierzu gehören die eine Meile langen Strecken Rockingham Speedway und Pikes Peak International Raceway, die Kurzovale Richmond International Raceway und Myrtle Beach Speedway oder der neu erbaute Iowa Speedway. | Das Layout des California Speedways.                                                                    |
| Tri-Oval                 | Eine bei modernen Ovalen weit verbreitete Form sind Kurse mit drei Kurven, sogenannte Tri-Ovals. Hierbei unterscheidet man als Unterformen Ovale die in echter Dreiecksform angelegt wurden und modifizierte D-Ovale. Bei den dreieckigen Ovalen werden die Kurven einfach mit 1, 2 und 3 durchnummeriert. Die dritte Gerade hat hierbei einen besonderen Namen (meist Longstraight oder Shortstraight). Der Pocono Raceway ist ein Beispiel für ein Oval in klassischer Dreiecksform. Durch seine Länge von 2,5 Meilen gilt er als Superspeedway. Allerdings hat jede der drei Kurven einen anderen Kurvenradius und eine andere Überhöhung. Durch diese Asymmetrie ist es für die Teams sehr schwer, ein Auto gut abzustimmen. Pocono wird oft aufgrund seiner niedrigen Überhöhung auch als „The superspeedway that drives like a road course“, (ein Superspeedway, der sich wie ein Straßenkurs fährt) bezeichnet. Der einzige deutsche Ovalkurs, der EuroSpeedway Lausitz, ist ebenfalls ein dreieckiges Tri-Oval. Die in den Jahren 1997 bis 2001 erbauten Rennstrecken Las Vegas Motor Speedway, Kentucky Speedway, Chicagoland Speedway und Kansas Speedway gehören formal auch den Tri-Ovalen an. Sie besitzen allerdings keine klassisches Dreieckesform, sondern sind modifizierte D-Oval. Statt die Start- und Zielgerade als einen langen Bogen anzulegen, würde hier ein Knick eingebaut, der als sozusagen dritte Kurve zählt. | Das Dreieck des Pocono Raceways Der Kentucky Speedway ist ein modernes Tri-Oval (modifiziertes D-Oval). |
| Quad-Oval                | Ein Quad-Oval besitzt vier eigenständige Kurven, die mit 1 bis 4 durchnummeriert sind. Wie bei den Tri-Ovalen gibt es auch hier Unterformen: Die erste Unterform sind die Ovale, die eine echte Vierecksform besitzen. Dies ist beispielsweise beim legendären Indianapolis Motor Speedway der Fall, der die Form eines Rechtecks hat. Auch der englische Rockingham Motor Speedway gehört zu den Quad-Ovalen, wobei dieser im Gegensatz zur Rennstrecke in Indianapolis nicht symmetrisch ist. Der Emerson Fittipalti Speedway in Brasilien ist als Trapez angelegt. Bei der zweiten Form der Quad-Ovale handelt es sich um modifizierte Tri-Ovale. Anstelle eines Knicks in der Start- und Zielgeraden gibt es hier zwei Knicke, welche durch eine kurze Gerade miteinander verbunden sind. Einige bedeutende NASCAR-Rennstrecken wurden in dieser Form erbaut. Der Vorreiter war dabei der Charlotte Motor Speedway. In den 1990ern wurde dann auch der vormals als klassisches Oval existierende Atlanta Motor Speedway in diese Form umgebaut. Schließlich besitzt auch der 1997 eröffnete Texas Motor Speedway diese besondere Form. Alle drei dieser Rennstrecken gehören übrigens Speedway Motorsports, Inc. und sind ein Markenzeichen dieses Streckenbesitzers. | Das Layout des Indianapolis Motor Speedways. Streckenlayout des Texas Motor Speedways                   |
| Oval mit „Dogleg“        | Manche Ovalstrecken haben einen sogenannten „Dogleg“. Dies ist der englische Ausdruck für eine scharfe Kurve und meint einen Knick auf einer Geraden. Die bekanntesten Beispiele für ein Ovalkurs mit einem „Dogleg“ sind der geschlossene Nazareth Speedway, der Walt Disney World Speedway und der noch aktive Phoenix International Raceway. Alle drei Kurse jeweils mit einer Länge von einer Meile. | Der Nazareth Speedway, mit einem „Dogleg“.                                                              |
| Ei-Form                  | Eine besondere Form hat der Darlington Raceway. Hier ist das Oval „eiförmig“, das heißt die ersten beiden Kurven haben einen größeren Radius als die letzten beiden. Dieses Layout entstand, weil ein Farmer sein Grundstück nicht verkaufen wollte und die Strecke trotzdem gebaut wurde. Aber auch der Twin Ring Motegi und der Gateway International Raceway wurden Mitte der 1990er in dieser Eiform gebaut. Da für derartige Strecken praktisch kein in jeder Kurve passendes Fahrzeugsetup möglich ist, gelten diese Strecken als besonders schwer zu fahren. | Streckenlayout des Darlington Raceways                                                                  |
| Bohnen- oder Nieren-Form | Ein besonderes Beispiel für eine Sonderform der Ovalstrecke war der 1980 geschlossene Trenton Speedway, der zwar in der Grundform ein Ovalkurs war, aber eine leicht nach innen geknickte Gegengerade hatte. Ursprünglich war es ein klassisches 1-Meilen-Oval, welches jedoch 1969 auf 1,5 Meilen erweitert wurde und dabei die bekannte „Kidney-Bean“-Form erhielt. | Der Trenton Speedway, mit der „Kidney-Bean-Kurve“.                                                      |

## Ovalrennen
Ovalkurse sind, besonders aus der Sicht der Akteure, eine Kunst für sich. Europäische Motorsportfans bezeichnen solche Kurse etwas abfällig gerne als „Nudeltopf“, der angeblich immer gleich ist. Wenn man aber die ca. 25 verschiedenen Kurse des NASCAR Cup Series einmal vergleicht, bemerkt man auch als Laie, dass kein Oval dem anderen gleicht. Man fährt zwar immer nur in Linksrichtung, doch sind dabei Kurvenradius, Kurvenüberhöhung, Geradenüberhöhung, Kurvenanzahl und viele weitere Eigenheiten einer jeden Strecke zu beachten. Rennen auf ovalen Rundstrecken haben eine lange Tradition. Ursprünglich wurden gewöhnliche Pferderennbahnen auch für Automobilrennen genutzt. Noch heute finden zum Beispiel einige Motorsport-Veranstaltungen (unter anderem auch Rallye-Wertungsprüfungen) auf Trabrennbahnen statt.
1907 eröffnete die erste nur für Motorsport-Wettbewerbe gebaute Rennstrecke, das Oval von Brooklands in Großbritannien, das zwei unterschiedlich lange und überhöhte Steilkurven aufwies. Aus einer ehemaligen Pferderennbahn in Milwaukee entstand auch ein Ovalkurs mit überhöhten Kurven und einem festen Belag. Die Milwaukee Mile entwickelte sich ab 1903 und ist auch heute noch in Betrieb.

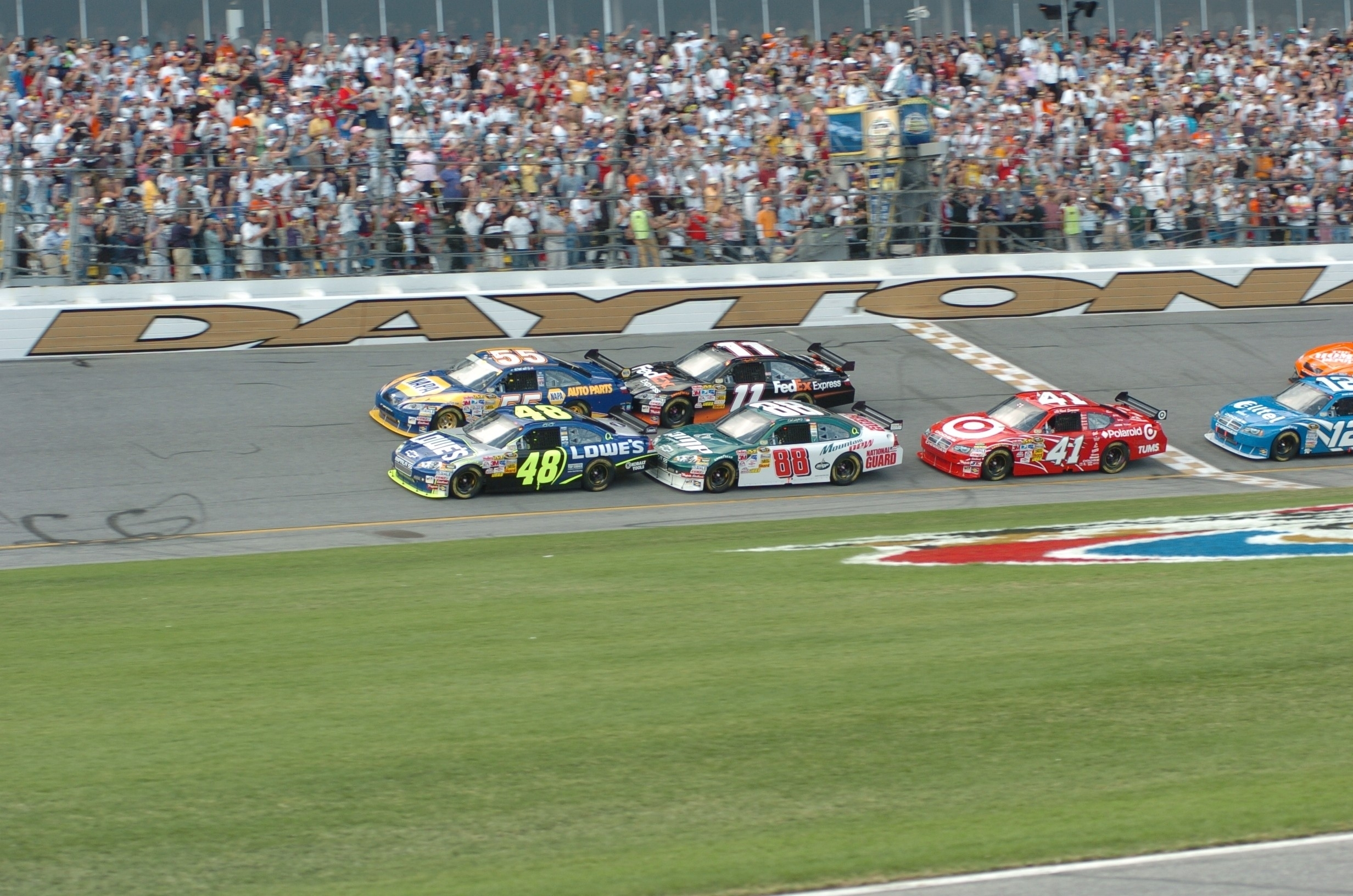
Typische Rennsituation im NASCAR Sprint Cup in Daytona

Bei den meisten Ovalkurs-Rennen spielt das so genannte Windschattenfahren eine ganz entscheidende Rolle. Gegenwind macht es den Spitzenreitern immer schwer, einen Vorsprung herauszufahren, während die nachfolgenden Fahrer in den Windschatten der Führenden leichter folgen können. Bei schnellen Ovalkursen ist aufgrund der Kurvenüberhöhung auch kein Bremsen oder Schalten erforderlich. Während ein Überholmanöver auf normalen Rundkursen meist in der Anbremszone einer Kurve stattfindet, können auf Ovalkursen die Fahrzeuge rundenlang nebeneinanderher fahren. Dadurch bleibt das Feld eng geschlossen. Von grundlegender Bedeutung ist deshalb auch die Rennstrategie, die gerne als „Hochgeschwindigkeitsschach“ bezeichnet wird. Die meiste Zeit des Rennens geht es darum, in der Führungsrunde zu bleiben – im englischen auch als „stay on the lead lap“ bezeichnet, wogegen die genaue Position von untergeordneter Bedeutung ist. Erst zum Rennende wird direkt um die Positionen gekämpft. Durch die Überhöhung in den Kurven kann innen und außen überholt werden. Dadurch wird dem Führenden fast unmöglich, durch Fahren einer Kampflinie die Kurve zuzumachen. Im Extremfall kann es dabei vorkommen, dass eine Führungsposition eingangs der letzten Runde unerwünscht ist, da man so durch den Windschatten nur ein leichtes Opfer ist. Legendär in dieser Hinsicht ist ein Rennen der ChampCar-Serie 2000 auf dem Michigan Speedway, bei dem Juan Pablo Montoya die Führung kurz vor der letzten Runde an Michael Andretti verlor, sie dann wieder zurückeroberte, um erneut überholt zu werden und am Ende dennoch das Rennen dank des Windschattens des überrundeten Tarso Marques hauchdünn zu gewinnen.
Beim Herbstrennen 2008 der NASCAR in Talladega führten 28 von 43 Fahrern mindestens eine komplette Runde an. Dies ist ein neuer Rekord in der NASCAR.
Boxenstopps finden, wenn irgendwie möglich, nur während einer der sehr zahlreichen Renn-Neutralisierungen statt, da sonst bei Rundenzeiten von 20 bis 30 Sekunden ein Rundenrückstand von einer Runde nahezu unvermeidlich ist; in Bristol (Rundenzeit 15s) nicht selten auch wesentlich mehr. Ein Boxenstopp zur falschen Zeit kann so jede Chance auf eine gute Position zerstören; wenn ganz zum Ende hingegen ein Stopp unter grün vermieden werden kann, kann dies aber auch einem eigentlich unterlegenen Auto eine Chance geben.
Die amerikanische Rennserie der NASCAR Sprint Cup (Tourenwagen) fährt fast ausschließlich auf Ovalkursen. Die amerikanische IndyCar Series (Formelautos) trägt etwas weniger als die Hälfte der Rennen auf Ovalkursen aus. Die ebenfalls amerikanische Champ Car Series hatte nur wenige Ovalrennen im Kalender. Daneben gibt es noch kleinere Klassen, wie die NASCAR Nationwide Series, die NASCAR Craftsman Truck Series oder die ARCA. Auch eine der wichtigsten Motorsport-Veranstaltungen überhaupt, das Indianapolis 500, findet auf einem Ovalkurs statt. Daneben gibt es noch unzählige kleine, regionale und unbekannte Ovalserien.
Auch in Europa gibt es mit der Stock Car Speed Association (SCSA) eine Organisation, die die NASCAR als Vorbild hat. Bislang konnten sich Ovalrennen in Europa aber nicht durchsetzen.
Viele Ovalstrecken haben mittlerweile Beleuchtung installiert, dadurch können Rennen auch nach Einbruch der Dunkelheit fortgesetzt bzw. gestartet werden. Diese Nachtrennen gelten unter Fans als eine besondere Attraktion. Besonders bei der NASCAR-Serie gibt es viele sogenannte Nachtrennen auf Strecken wie z. B. in Daytona, Bristol, Richmond, Charlotte (Lowes) oder Darlington.

## Liste von befestigten Ovalstrecken
Siehe auch: Liste der NASCAR-Rennstrecken
Siehe auch: Liste der IndyCar/ChampCar-Rennstrecken
Es gibt alleine in den USA mehrere Dutzend asphaltierte oder betonierte Ovalstrecken in fast jeder größeren Stadt oder Gemeinde. Auf der ganzen Welt sind es mehr als 2000 Stück. Dies ist eine Beispielliste für einige bekannte dieser Ovalstrecken mit einer Länge von mindestens 0,5 Meilen (0,8 km) oder der Veranstaltung eines überregionalen Rennens im Rahmen der ARCA/NASCAR-Serien oder der IndyCar Series.

### International
| Streckenname                | Ort                       | Streckenskizze         | Länge (km) | Überhöhung  | Überhöhung | Überhöhung | Überhöhung  | Überhöhung | Überhöhung     | Eröffnung, Schließung | Veranstaltungen Bemerkungen |
| Streckenname                | Ort                       | Streckenskizze         | Länge (km) | Frontgerade | Kurve 1    | Kurve 2    | Gegengerade | Kurve 3    | Kurve 4        | Eröffnung, Schließung | Veranstaltungen Bemerkungen |
| --------------------------- | ------------------------- | ---------------------- | ---------- | ----------- | ---------- | ---------- | ----------- | ---------- | -------------- | --------------------- | --- |
| Autódromo Miguel E. Abed    | Puebla, Mexiko            | klassische Form        | 2,011      | keine       | < 4°       | < 4°       | keine       | < 4°       | < 4°           | 2005                  | lokale Rennserien (aktiv) |
| Emerson Fittipaldi Speedway | Rio de Janeiro, Brasilien | Trapez                 | 3,000      | keine       | < 4°       | < 4°       | keine       | < 4°       | < 4°           | 1996 2001             | Champcar 1996–2000 2011 wurde die Rennstrecke abgerissen, um Platz für Anlagen für die Olympischen Sommerspiele 2012 zu schaffen. |
| Lausitzring                 | Klettwitz, Deutschland    | Dreieck                | 3,255      | keine       | 5,7°       | 5,7°       | keine       | 5,7°       | nicht existent | 2001                  | Champcar 2001 & 2003 |
| Mallory Park                | Kirkby Mallory, England   | klassische Form        | 1,609      | keine       | flach      | flach      | keine       | flach      | flach          | 1956                  | lokale Rennserien |
| Óvalo Aguascalientes México | Aguascalientes, Mexiko    |                        | 1,400      | unbekannt   | 16°        | 16°        | unbekannt   | 16°        | 16°            | 2009                  | Mexikanische Formel-4-Meisterschaft, NASCAR PEAK Mexico Series |
| Phakisa Freeway             | Welkom, Südafrika         | Tri-Oval               | 2,414      | 9°          | 12°        | 12°        | 3°          | 12°        | 12°            | 1999                  | Kopie des Las Vegas Motor Speedway |
| Raceway Venray              | Venray, Niederlande       | klassische Form        | 0,880      | 10°         | 25°        | 25°        | 10°         | 25°        | 25°            | 2009                  | NASCAR Whelen Euro Series |
| Rockingham Motor Speedway   | Corby, England            | asymmetrisches Trapez  | 2,380      | 3,5°        | 7,0°       | 7,9°       | 3,5°        | 7,9°       | 7,0°           | 2001                  | Champcar 2001–2002 |
| Sanair Super Speedway       | Saint-Pie, Québec, Kanada | Gleichseitiges Dreieck | 1,33       | keine       | 4°         | 6°         | keine       | 4°         | nicht existent | 1983                  | Seit 1991 finden auf dem Tri-Oval keine überregionalen Rennveranstaltungen mehr statt, das Oval kann jedoch für private Zwecke gemietet werden. Von 1984 bis 1986 fand hier ein Lauf der CART Championship statt.                                         |
| Thunderdome                 | Melbourne, Australien     | Quad-Oval              | 1,797      | 4°          | 24°        | 24°        | 6°          | 24°        | 24°            | 1987                  | AUSCAR |
| Tours Speedway              | Tours, Frankreich         | klassische Form        | 0,720      | keine       | 10,5°      | 10,5°      | keine       | 9°         | 9°             | 2012                  | NASCAR Whelen Euro Series |
| Twin Ring Motegi            | Motegi, Japan             | Ei-Form                | 2,492      | 1,7°        | 10°        | 10°        | 5°          | 10°        | 10°            | 1997 2011             | CART / IRL 1997–2010 Die aufgeständerten Kurven des Ovals wurden durch das Erdbeben im März 2011 beschädigt. Eine Reparatur des Ovals ist nicht geplant, die Ovalstrecke wurde geschlossen. Letztes IndyCar-Rennen fand Ende 2011 auf dem Rundkurs statt. |

### USA

#### Superspeedways
| Name                                     | Ort                     | Streckenskizze       | Länge             | Kurvenüberhöhung                          | Eröffnung Schließung    | Sitzplätze | Veranstaltungen Bemerkungen                                                                                                 |
| ---------------------------------------- | ----------------------- | -------------------- | ----------------- | ----------------------------------------- | ----------------------- | ---------- | --- |
| California Speedway (Auto Club Speedway) | Fontana, Kalifornien    |                      | 2,029/2,00 Meilen | 14° (11° vordere Gerade; 3° Gegengerade)  | 1997 2024               | 92.000     | NASCAR Cup Series (1997–2023) Champ Car (1996–2002) IndyCar Series (2002–2015)                                              |
| Daytona International Speedway           | Daytona Beach, Florida  |                      | 2,50 Meilen       | 31° (18° vorderer Bogen; 3° Gegengerade)  | 1959                    | 168.000    | NASCAR Cup Series |
| Indianapolis Motor Speedway              | Indianapolis, Indiana   |                      | 2,50 Meilen       | 12° (9° Geraden)                          | 1909 (1961 asphaltiert) | 258.000    | IndyCar Series NASCAR Cup Series                                                                                            |
| Michigan International Speedway          | Brooklyn, Michigan      |                      | 2,00 Meilen       | 18° (12° vordere Gerade; 5° Gegengerade)  | 1968                    | 137.000    | NASCAR Cup Series Champ Car (1979–2001) IndyCar Series (2002–2007)                                                          |
| Ontario Motor Speedway                   | Ontario, Kalifornien    | Quad-Oval (Rechteck) | 2,5 Meilen        | 9° (Kurven 1–4)                           | 1970 1980               | -          | Die Rennstrecke wurde 1980 geschlossen im selben Jahr abgerissen. 1997 wurde unweit davon der California Speedway eröffnet. |
| Pocono Raceway                           | Blakeslee, Pennsylvania |                      | 2,50 Meilen       | 14° (Turn 1); 8° (Turn 2); 6° (Turn 3)    | 1968                    | 77.000     | IndyCar Series NASCAR Cup Series                                                                                            |
| Texas World Speedway                     | College Station, Texas  |                      | 2,00 Meilen       | 22° (6° Geraden)                          | 1969 2016               | -          | Indycar (1973–1979) NASCAR Grand National (1969–1981) 2016 abgerissen.                                                      |
| Talladega Superspeedway                  | Talladega, Alabama      |                      | 2,66 Meilen       | 33° (18° vorderer Borgen; 2° Gegengerade) | 1969                    | 143.000    | NASCAR Cup Series |

#### Speedways (Intermediate)
| Name                                             | Ort                        | Streckenskizze | Länge                    | Kurvenüberhöhung                                    | Eröffnung Schließung              | Sitzplätze | Veranstaltungen Bemerkungen                                                       |
| ------------------------------------------------ | -------------------------- | -------------- | ------------------------ | --------------------------------------------------- | --------------------------------- | ---------- | --------------------------------------------------------------------------------- |
| Atlanta Motor Speedway                           | Hampton, Georgia           |                | 1,522 Meilen 1,54 Meilen | 24° (5° Geraden)                                    | 1960 (1997 umgebaut zu Quad-Oval) | 125.000    | NASCAR Cup Series Champ Car (1979–1983) IndyCar Series (1998–2001)                |
| Charlotte Motor Speedway (Lowe’s Motor Speedway) | Concord, North Carolina    |                | 1,50 Meilen              | 24° (5° Geraden)                                    | 1960                              | 165.000    | NASCAR Cup Series IndyCar Series (1997–1999)                                      |
| Chicagoland Speedway                             | Joliet, Illinois           |                | 1,52/1,50 Meilen         | 18° (Turn 1 & 2); 11° (Turn 3 & 4); 5° (Frontbogen) | 2001                              | 75.000     | NASCAR Cup Series IndyCar Series (2001–2010)                                      |
| Darlington Raceway                               | Darlington, South Carolina |                | 1,366 Meilen             | 25° (Turn 1 & 2); 23° (Turn 3 & 4); 3° (Geraden)    | 1950                              | 63.000     | NASCAR Cup Series                                                                 |
| Gateway International Raceway                    | St. Louis, Illinois        |                | 1,25 1,27 Meilen         | 11° (Turn 1 & 2); 9° (Turn 3 & 4); 3° (Geraden)     | 1997                              | 60.000     | NASCAR Cup Series (2022–) Champ Car (1997–2000) IndyCar Series (2001–2003; 2017–) |
| Homestead-Miami Speedway                         | Homestead, Florida         |                | 1,485/1,50 Meilen        | 20°                                                 | 1995 (1997 und 2002 umgebaut)     | 65.000     | NASCAR Cup Series Champ Car (1996–2000) IndyCar Series (2001–2010)                |
| Kansas Speedway                                  | Kansas City, Kansas        |                | 1,52/1,50 Meilen         | 15° (Turn 1 & 2); 10° (Turn 3 & 4); 5° (Frontbogen) | 2001 (2012 umgebaut)              | 82.000     | NASCAR Cup Series IndyCar Series (2001–2010)                                      |
| Kentucky Speedway                                | Sparta, Kentucky           |                | 1,48/1,50 Meilen         | 14° (Turn 1 & 2); 10° (Turn 3 & 4); 4° (Frontbogen) | 2000 (2015 umgebaut)              | 107.000    | NASCAR Cup Series IndyCar Series (2000–2011)                                      |
| Las Vegas Motor Speedway                         | Las Vegas, Nevada          |                | 1,50 Meilen 1,544 Meilen | 20°                                                 | 1996 (2007 umgebaut)              | 156.000    | NASCAR Cup Series IndyCar Series (1997–2011)                                      |
| Marchbanks Speedway Hanford Motor Speedway       | Hanford, Kalifornien       |                | 1,375 Meilen             | 14°                                                 | 1960 1970                         | -          | NASCAR Grand National (1960–1961) Champ Car (1967–1969)                           |
| Nashville Superspeedway                          | Lebanon, Tennessee         |                | 1,333 Meilen             | 14°                                                 | 2001                              | 50.000     | NASCAR Cup Series (2022–) IndyCar Series (2001–2008; 2024–)                       |
| Texas Motor Speedway                             | Fort Worth, Texas          |                | 1,455/1,482/1,50 Meilen  | 24° (5° Geraden)                                    | 1996                              | 213.000    | NASCAR Cup Series IndyCar Series                                                  |
| Trenton Speedway                                 | Trenton, New Jersey        |                | 1,5 Meilen               | Kurven 1–2 10°; Kurven 3–4 15°; Dogleg 4°           | 1900 1980                         | -          | Die Rennstrecke wurde 1980 geschlossen und 1983 abgebaut.                         |

#### 1-Meilen-Ovale
| Name                                                  | Ort                        | Streckenskizze | Länge                     | Kurvenüberhöhung                                          | Eröffnung Schließung         | Sitzplätze | Veranstaltungen Bemerkungen |
| ----------------------------------------------------- | -------------------------- | -------------- | ------------------------- | --------------------------------------------------------- | ---------------------------- | ---------- | --- |
| Chicago Motor Speedway                                | Chicago, Illinois          |                | 1,029 Meilen              | 0°                                                        | 1999 2002                    | -          | Die Rennstrecke wurde 2009 komplett abgetragen, nachdem bereits 2005 die Tribünen entfernt wurden. Das letzte Rennen fand 2002 statt. |
| Dover International Speedway                          | Dover, Delaware            |                | 1,00 Meilen               | 24° (9° auf Geraden)                                      | 1966                         | 144.000    | NASCAR Cup Series IndyCar Series (1998–1999)                                                                                          |
| Milwaukee Mile                                        | West Allis, Wisconsin      |                | 1,000/1,015/1,032 Meilen  | 9° (2,5° Geraden)                                         | 1903 (1954 asphaltiert) 2015 | 40.000     | Champ Car (1979–2006) NASCAR Nationwide Series (1993–2009) IndyCar Series (2004–2015)                                                 |
| Nazareth Speedway                                     | Nazareth, Pennsylvania     |                | 0,935/0,946/1,000 Meilen  | 2,7° (Turn 1, „Dogleg“); 3° (Turn 2 & 3); 4° (Turn 4 & 5) | 1910 (1987 asphaltiert) 2004 | -          | 2004 wurde die Rennstrecke geschlossen und die Tribünen abgebaut. Die Strecke selbst ist noch existent aber ungenutzt.                |
| New Hampshire Motor Speedway                          | Loudon, New Hampshire      |                | 1,025/1,058 Meilen        | 12° (1° Geraden)                                          | 1990                         | 105.000    | NASCAR Cup Series Champ Car (1992–1995) IndyCar Series (1996–1997, 2011)                                                              |
| Phoenix International Raceway                         | Avondale, Arizona          |                | 1,000 Meilen 1,022 Meilen | 11° (Turn 1 & 2); 9° (Turn 3 & 4)                         | 1964 (2011 umgebaut)         | 77.000     | NASCAR Cup Series Champ Car (1979–1995) IndyCar Series                                                                                |
| Pikes Peak International Raceway                      | Fountain, Colorado         |                | 1,00 Meilen               | 10°                                                       | 1997                         | 62.000     | IndyCar Series (1997–2005) NASCAR Nationwide Series (1998–2005)                                                                       |
| Rockingham Speedway (ehemals North Carolina Speedway) | Rockingham, North Carolina |                | 1,017 Meilen              | 22° (Turn 1 & 2); 25° (Turn 3 & 4); 8° (Geraden)          | 1965                         | 35.000     | NASCAR Cup Series (1965–2004) |
| Walt Disney World Speedway                            | Orlando, Florida           |                | 1,00 Meilen               | 10° (Turn 1); 8,5° (Turn 2); 7° (Turn 3)                  | 1996 2015                    | -          | Die Rennstrecke wurde 2016 samt Tribünen abgerissen.                                                                                  |

#### Shorttracks
Dies ist nur eine kleine Auswahl an bekannten Kurzovalen. Es gibt in den USA mehr als 60 asphaltierte Ovalrennstrecken, die meisten davon zwischen 1/3 und 1/2 Meile lang.
| Name                                                                    | Ort                              | Streckenskizze   | Länge                    | Kurvenüberhöhung                               | Eröffnung Schließung         | Sitzplätze | Veranstaltungen Bemerkungen |
| ----------------------------------------------------------------------- | -------------------------------- | ---------------- | ------------------------ | ---------------------------------------------- | ---------------------------- | ---------- | --- |
| Birmingham International Raceway                                        | Birmingham, Alabama              |                  | 0,625 Meilen             |                                                | 1946 2008                    | -          | Die Rennstrecke wurde im Januar 2009 samt Tribünen abgerissen, nachdem 2003 in der Nähe der Barber Motorsports Park eröffnet wurde.           |
| Bristol Motor Speedway                                                  | Bristol, Tennessee               |                  | 0,533 Meilen             | 26° (10° Geraden)                              | 1960                         | 160.000    | NASCAR Cup Series |
| Evergreen Speedway                                                      | Monroe, Washington               |                  | 0,646 Meilen             | 8° (Geraden 4°)                                | 1954 (1960 asphaltiert)      | 15.000     | NASCAR Craftsman Truck Series (1995–2000) |
| Flemington Speedway                                                     | Flemington, New Jersey           |                  | 0,625 Meilen             | Kurven geringfügig überhöht                    | 1915 (1990 asphaltiert) 2002 | -          | Die Rennstrecke wurde 2005 samt Tribünen komplett abgetragen. Das letzte Rennen fand 2002 statt.                                              |
| I-70 Speedway                                                           | Odessa, Missouri                 |                  | 0,540 Meilen             | 30° (Kurven); (Frontgerade 4°; Gegengerade 7°) | 1969 2008                    | -          | Die Rennstrecke wurde 2008 geschlossen. Die Strecke ist noch existent aber ungenutzt.                                                         |
| Iowa Speedway                                                           | Newton, Iowa                     |                  | 0,894/0,875 Meilen       | 14° (10° Gegengerade; 4° Frontbogen)           | 2006                         | 30.000     | NASCAR Cup Series (2023–) NASCAR Xfinity Series IndyCar Series                                                                                |
| Lucas Oil Raceway at Indianapolis (ehemals Indianapolis Raceway Park)   | Clermont, Indiana                |                  | 0,686 Meilen             | 12°                                            | 1958                         | 30.000     | NASCAR Xfinity Series |
| Mansfield Motorsports Park                                              | Mansfield, Ohio                  |                  | 0,440 Meilen             | 16° (Frontgerade 8°)                           | 2004                         | 25.000     | NASCAR Craftsman Truck Series (2004–2008) |
| Martinsville Speedway                                                   | Martinsville, Virginia           |                  | 0,526 Meilen             | 12°                                            | 1947                         | 65.000     | NASCAR Cup Series |
| Memphis International Raceway                                           | Memphis, Tennessee               |                  | 0,75 Meilen              | 11° (4° Gegengerade; 3° Frontbogen)            | 1998 2010                    | 35.000     | NASCAR Nationwide Series (1998–2009) Seit 2010 keine überregionalen Rennveranstaltung mehr auf dieser Rennstrecke.                            |
| Mesa Marin Raceway                                                      | Bakersfield, Kalifornien         |                  | 0,500 Meilen             | 17°                                            | 1977 2005                    | -          | Die Rennstrecke wurde 2005 samt Tribünen abgerissen.                                                                                          |
| Music City Motorplex (ehemals Nashville Speedway, Fairgrounds Speedway) | Nashville, Tennessee             |                  | 0,596 Meilen             | 18° (3° Geraden)                               | 1904 (1958 asphaltiert)      | 15.000     | NASCAR Sprint Cup (1958–1984) NASCAR Nationwide Series (1984–2000)                                                                            |
| Myrtle Beach Speedway                                                   | Myrtle Beach, South Carolina     |                  | 0,538 Meilen             | 13°                                            | 1958 2020                    | -          | NASCAR Nationwide Series (1988–2000) |
| North Wilkesboro Speedway                                               | North Wilkesboro, North Carolina |                  | 0,625 Meilen             | 14°                                            | 1947 2011                    | -          | Die Rennstrecke wurde erstmals 1996 geschlossen und 2008 wieder eröffnet. Im Jahr 2011 wurde sie abermals geschlossen, jedoch nicht abgebaut. |
| Richmond International Raceway                                          | Richmond, Virginia               |                  | 0,542 Meilen 0,75 Meilen | 14° (8° Gegengerade; 2° Frontbogen)            | 1946 (1986 umgebaut)         | 107.000    | NASCAR Cup Series IndyCar Series (2002–2008)                                                                                                  |
| Salem Speedway                                                          | Salem, Indiana                   |                  | 0,555 Meilen             | 33° (Geraden 15°)                              | 1947                         | 15.000     | ARCA Racing Series |
| South Boston Speedway                                                   | South Boston, Virginia           | klassisches Oval | 0,40 Meilen              | 12° (Frontgerade 10°)                          | 1957                         | 10.000     | NASCAR Cup Series (1960–1971) NASCAR Nationwide Series (1982–2000)                                                                            |
| Thompson Speedway                                                       | Thompson, Connecticut            |                  | 0,625 Meilen             | 26°                                            | 1940 (1960 asphaltiert)      | 13.000     | NASCAR Whelen All-American Series |
| USA International Speedway                                              | Lakeland, Florida                |                  | 0,75 Meilen              | 14°                                            | 1995 2008                    | -          | Die Rennstrecke wurde 2012 samt Tribünen abgerissen.                                                                                          |